# Deutsche Fechtmeisterschaften 1984
Bei den Deutschen Fechtmeisterschaften 1984 wurden Einzel- und Mannschaftswettbewerbe in den Disziplinen Herrendegen, Herrensäbel und Herrenflorett ausgetragen. Bei den Damen wurde nur Florett gefochten. Die Meisterschaften wurden vom Deutschen Fechter-Bund organisiert.

## Herren

### Florett (Einzel)
| Platz | Sportler      | Verein                |
| ----- | ------------- | --------------------- |
| 1     | Mathias Gey   | FC Tauberbischofsheim |
| 2     | Matthias Behr | FC Tauberbischofsheim |
| 3     | Harald Hein   | FC Tauberbischofsheim |

### Florett (Mannschaft)
| Platz | Verein                | Sportler                                                          |
| ----- | --------------------- | ----------------------------------------------------------------- |
| 1     | FC Tauberbischofsheim | Harald Hein Mathias Gey Matthias Behr Frank Beck Thorsten Weidner |
| 2     | OFC Bonn              |                                                                   |
| 3     | Heidenheimer SB       |                                                                   |

### Degen (Einzel)
| Platz | Sportler        | Verein                  |
| ----- | --------------- | ----------------------- |
| 1     | Elmar Borrmann  | FC Tauberbischofsheim   |
| 2     | Achim Bellmann  | TSV Bayer 04 Leverkusen |
| 3     | Alexander Pusch | FC Tauberbischofsheim   |

### Degen (Mannschaft)
| Platz | Verein                | Sportler                                                                 |
| ----- | --------------------- | ------------------------------------------------------------------------ |
| 1     | FC Tauberbischofsheim | Alexander Pusch Elmar Borrmann Volker Fischer Gerhard Heer Thomas Gerull |
| 2     | Heidenheimer SB       |                                                                          |
| 3     | TG Dörnigheim         |                                                                          |

### Säbel (Einzel)
| Platz | Sportler         | Verein                |
| ----- | ---------------- | --------------------- |
| 1     | Jörg Stratmann   | FSG Iserlohn          |
| 2     | Freddy Scholz    | TSV Bayer Dormagen    |
| 3     | Dieter Schneider | FC Tauberbischofsheim |

### Säbel (Mannschaft)
| Platz | Verein                | Sportler |
| ----- | --------------------- | -------- |
| 1     | OFC Bonn              |          |
| 2     | TSV Bayer Dormagen    |          |
| 3     | FC Tauberbischofsheim |          |

## Damen

### Florett (Einzel)
| Platz | Sportler           | Verein                |
| ----- | ------------------ | --------------------- |
| 1     | Sabine Bischoff    | FC Tauberbischofsheim |
| 2     | Cornelia Hanisch   | Fechtclub Offenbach   |
| 3     | Cornelia Strässner | Heidenheimer SB       |

### Florett (Mannschaft)
| Platz | Verein                | Sportler                                                                  |
| ----- | --------------------- | ------------------------------------------------------------------------- |
| 1     | FC Tauberbischofsheim | Zita Funkenhauser Elke Schäffner Sabine Bischoff Karin Faul Gudrun Lotter |
| 2     | OFC Bonn              |                                                                           |
| 3     | Heidenheimer SB       |                                                                           |